# Hippodrome de la Garenne
L'Hippodrome de la Garenne se situe au Passage près d'Agen en Lot-et-Garonne. L'hippodrome, qui s'étend sur 22 hectares, est pluridisciplinaire puisqu'on y court aussi bien au galop (plat et obstacles) comme au trot.
La piste de galop est la plus grande, mesurant 1 350 mètres et possédant une ligne droite de 370 mètres. Plusieurs départs permettent aux chevaux de s'élancer : 2 500 mètres (les chevaux s'élancent au bout de la ligne de départ de la ligne d'en face), et 2 300 mètres, départ également dans la ligne d'en face.
Deux départs sont donnés dans la ligne droite des tribunes : 1 600 et 1 800 mètres.
La piste de trot, refaite depuis peu, est en sable rose d'une longueur de 1 182 mètres et large de 20 mètres. Sa ligne d'arrivée offre une bataille finale de 320 mètres. Ses deux virages de 87 mètres chacun sont inclinés de 9 %.
Deux aires de départs supplémentes la piste. Un dans la ligne d'arrivée permettant des courses de 2 600 mètres, et une seconde aire dans la ligne d'en face, offrant des courses de 2 000 mètres.
Les tribunes sont dotées d'une capacité de 3 000 places assises et il existe un restaurant panoramique doté de 300 couverts. 